# アミューズメント・ジャーナル
『月刊アミューズメント・ジャーナル』 (英:Amusement Journal) は、株式会社アミューズメント・ジャーナルが発行している月刊のアミューズメント業界誌である。新機種の発表やインカムランキングなど、業界全般の動向・話題を扱っている。

## 概要
1976年～2001年春まで、株式会社エイ・クリエイト（旧・株式会社コインジャーナル）から業界誌「月刊コインジャーナル」が発行されていたが、同社の事業停止により2001年4月号をもって休刊（事実上の廃刊）となった。編集部が新会社に移り、創刊されたのが本誌である。